# Хартман, Бутч
Элмер Эрл «Бутч» Хартман (англ. Butch Hartman; род. 1965), также известен, как Бутч Хертмен — американский аниматор, художник и продюсер, создатель мультсериалов «Турбо-Агент Дадли», «Волшебные покровители», «Дэнни-призрак» и «Чудище Бансен». 8 февраля 2018 года, на своём канале YouTube он объявил о прекращении сотрудничества с Nickelodeon.
3 мая 2018 года Бутч Хартман на своём YouTube канале сообщил о начале сотрудничества с Cartoon Network.

## Фильмография

### Актёр
- Волшебные родители: Повзрослей, Тимми Тёрнер! — 2009 — Официант
- Очень странное Рождество — 2012 — Королер Рождества

### Создатель
- Дэнни-призрак
- Волшебные родители
- Турбо-Агент Дадли
- Чудище Бансен
- Oh Yeah! Cartoons

### Продюсер
- Pet Star
- Джонни Браво

### Художник раскадровки
- Динозаврик Динк
- Лаборатория Декстера
- Крутые девчонки

### Модель[уточнить]
- Полицейская академия
- Коровка и Петушок
- Это Панки Брюстер

### Дизайнер
- Том и Джерри
- Друпи: Детектив

### Приглашённая звезда
- Биг Тайм Раш